# Peroy
Pedro Aixelá y Torner, connu sous l’apodo de « Peroy »  né  soit le 16 septembre 1824, soit le 15 octobre 1827 à Torredembarra, province de Tarragone en Catalogne (Espagne) est un matador catalan. Sa date de naissance varie selon les encyclopédies tauromachiques. Il est considéré par les chroniqueurs taurins comme le premier torero catalan à avoir pris l'alternative,. Son nom complet varie aussi selon les chroniqueurs. Il peut  aussi être  désigné sous le nom de Aixelá y Tomé

## Présentation et carrière
Son père étant un voiturier-transporteur qui possède une entreprise de diligences reliant Barcelone à Saragosse, Peroy a d'abord été charretier sous les ordres de son père. Il prend la tête de l'entreprise à la mort de celui-ci, mais il l'abandonne pour se consacrer à la tauromachie.  Le garçon a des dispositions qui le font remarquer par El Chiclanero. Le maestro le prend sous sa protection. Mais il n'a pas le temps de former Peroy au métier de torero car il meurt en 1853. Peroy continue à participer à toutes sortes  courses de taureaux à une époque où, à partir du XIXe siècle, tous les spectacles taurins comportaient une partie de toreo comique. La chronique prétend même qu'il chevauchait les taureaux. Il s'est présenté à Nîmes le 21 mai 1854 sous l'apodo de Don Pedro. C'est là qu'il aurait chevauché des taureaux, ce qui aurait poussé un torero de Madrid (El Sastre) à venir à son tour toréer à Nîmes sur des échasses,
El Salamanquino l'ayant pris sous sa protection, il poursuit  son apprentissage principalement en Catalogne. Il prend son alternative 12 juin 1864 à Barcelone (Espagne, Catalogne) avec pour Parrain, El Salamanquino . 
Mais il ne confirme pas. En 1870 il part toréer en Amérique du Sud, notamment à Montevideo et à Buenos Aires. Il revient à une date non précisée dans son pays d'origine où il meurt, à l'hôpital del Sagrado Corazon de Barcelone le  4 mars 1892.